# 科馬里夫卡 (赫梅利尼茨基州)
50°18′47″N 26°43′26″E / 50.31306°N 26.72389°E
科馬里夫卡（羅馬化：Komarivka）是烏克蘭西部的村莊，隸屬赫梅利尼茨基州的舍佩蒂夫卡區。該村面積2.45平方公里，海拔高度196米，2001年人口266，人口密度每平方公里108.6人。